# Federazione calcistica del Giappone
La Japan Football Association (日本サッカー協会?, Nihon Sakkā Kyōkai) - nota come JFA - è l'organo sportivo responsabile dell'amministrazione del calcio in Giappone, quindi anche della nazionale che delle competizioni per club.
Questa organizzazione è stata fondata nel 1921 con il nome di Greater Japan Football Association (大日本蹴球協会?, Dai-Nippon Shūkyū Kyōkai), e si affiliò alla FIFA nel 1929. Nel 1945, mutò il nome in Japan Football Association (日本蹴球協会?, Nihon Shūkyū Kyōkai), per prendere poi l'attuale denominazione nel 1975.
Il simbolo della JFA è lo Yatagarasu, un corvo mitologico dotato di tre zampe che, secondo la leggenda, guidò l'imperatore Jimmu al Monte Kumano. Questo uccello sarebbe il messaggero di Amaterasu, la dea del sole.

## Cronologia dei presidenti
Lista dei presidenti della JFA.
| Presidenza n° | Presidente        | Inizio | Fine |
| ------------- | ----------------- | ------ | ---- |
| 1             | Jikichi Imamura   | 1921   | 1933 |
| 2             | Ryutaro Fukao     | 1935   | 1945 |
| 3             | Ryutaro Takahashi | 1947   | 1954 |
| 4             | Yuzuru Nozu       | 1955   | 1976 |
| 5             | Tomisaburo Hirai  | 1976   | 1987 |
| 6             | Shizuo Fujita     | 1987   | 1992 |
| 7             | Hideo Shimada     | 1992   | 1994 |
| 8             | Ken Naganuma      | 1994   | 1998 |
| 9             | Shunichiro Okano  | 1998   | 2002 |
| 10            | Saburō Kawabuchi  | 2002   | 2008 |
| 11            | Motoaki Inukai    | 2008   | 2010 |
| 12            | Junji Ogura       | 2010   | 2012 |
| 13            | Kuniya Daini      | 2012   | 2016 |
| 14            | Kōzō Tashima      | 2016   | oggi |

## Competizioni organizzate dalla JFA
- Coppa dell'Imperatore
- All Japan Senior Football Championship
- All Japan Women's Football Championship